# ديف هيرمان (فنان قتال مختلط)
ديف هيرمان (بالإنجليزية: Dave Herman)‏ هو فنان قتال مختلط أمريكي، ولد في 3 أكتوبر 1984 في كولومبيا سيتي في الولايات المتحدة.

## وصلات خارجية
- ديف هيرمان على موقع بيلاتور (الإنجليزية)
- ديف هيرمان على موقع شيردوغ (الإنجليزية)
- ديف هيرمان على موقع IMDb (الإنجليزية)